# Moises Frumencio da Costa Gomez
Moises Frumencio da Costa Gomez (ur. 27 października 1907, zm. 22 listopada 1966) – polityk Antyli Holenderskich; pierwszy premier tego terytorium od 19 kwietnia 1949 do lipca 1949 i ponownie od kwietnia 1951 do 8 grudnia 1954, członek Narodowej Partii Ludowej (Partido Nashonal di Pueblo/Nationale Volkspartij).